# Orthomnion loheri
Orthomnion loheri là một loài Rêu trong họ Mniaceae. Loài này được Broth. mô tả khoa học đầu tiên năm 1905.